# Marie-Louise Sorbon
Marie-Louise Sorbon (24 de octubre de 1913 - 30 de mayo de 1975) fue una actriz y cantante de nacionalidad sueca.

## Biografía
Nacida en Södertälje, Suecia, era hija del fotógrafo David Sorbon y hermana de Ulla, Stina, Bert y Birgitta Sorbon Malmsten.
Sorbon actuó en varias películas entre 1935 y 1937. Además, formó parte del trío de cantantes Sorbon Sisters. 
Marie-Louise Sorbon falleció en 1975 en Spånga, Estocolmo (Suecia). Había estado casada entre 1937 y 1949 con Lorens Marmstedt, del cual se divorció, casándose posteriormente con Björn Siösteen.

## Filmografía
- 1935 : Valborgsmässoafton
- 1936 : Johan Ulfstjerna
- 1936 : Han, hon och pengarna
- 1936 : Kungen kommer
- 1936 : S.F. cabaret
- 1936 : Bröllopsresan
- 1936 : Flickorna på Uppåkra
- 1937 : Klart till drabbning